# Орлова Балка
Орлова Балка (укр. Орлова Балка) — село в Устиновской поселковой общине Кропивницкого района Кировоградской области Украины.
До 2020 года входило в Устиновский район
Население по переписи 2001 года составляло 67 человек. Почтовый индекс — 28611. Телефонный код — 5239. Код КОАТУУ — 3525888303.